# Body Worlds

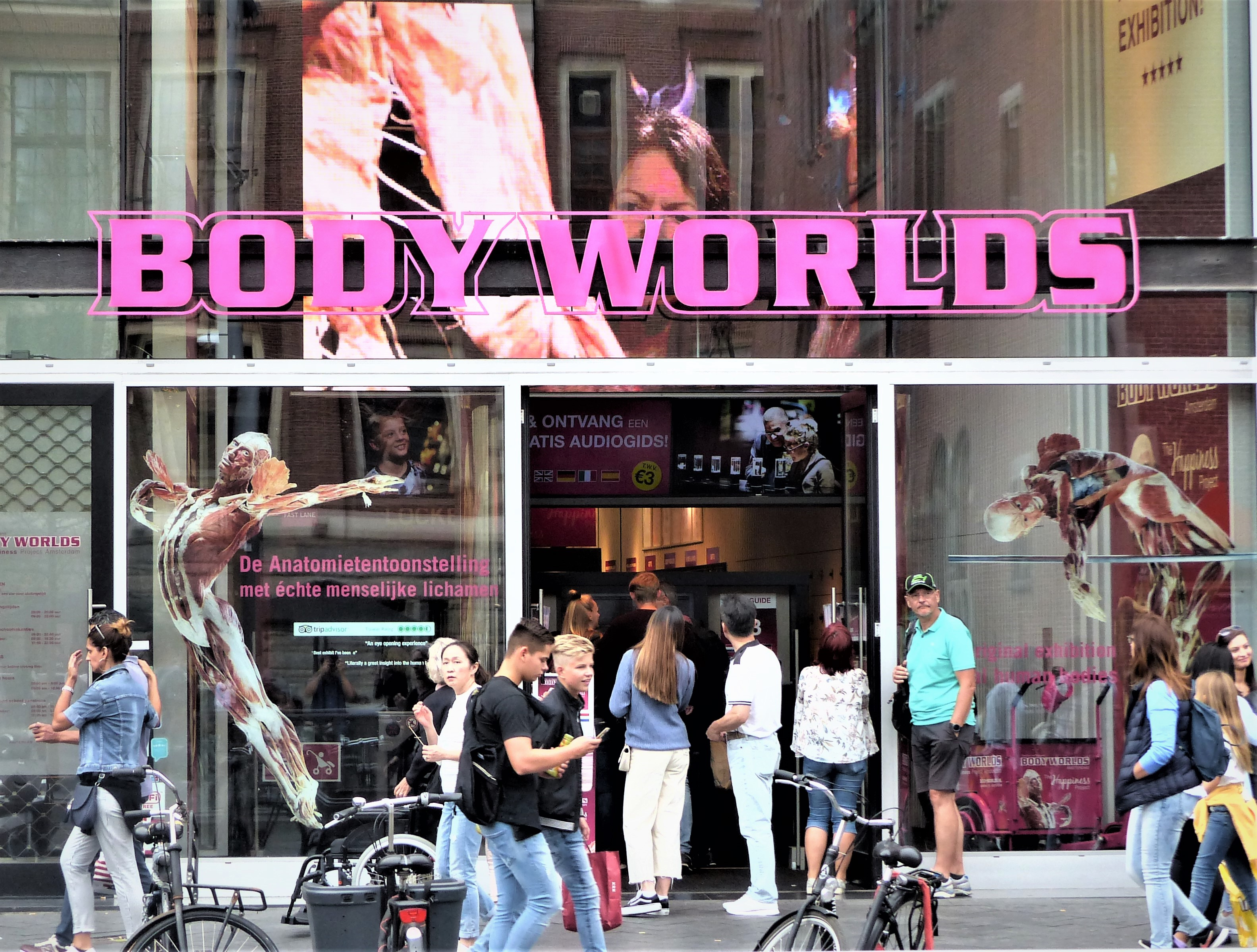
Wystawa Body Worlds, Amsterdam (2019)

Body Worlds (właściwie: BodyWorlds, tytuł niemiecki: Körperwelten, pl.: Cielesne światy) – wspólny tytuł kilku ruchomych ekspozycji, wystawianych na całym świecie od 1995, prezentujących plastynaty, głównie ludzkich zwłok.
Pomysłodawcą i twórcą ekspozycji jest Gunther von Hagens. Od 2009 roku kuratorem wystawy jest żona Hagensa, lekarka Angelina Whalley.
Pierwsza wystawa odbya się w 1995 roku w Narodowym Muzeum Nauk Przyrodniczych w Tokio.
Wystawy BodyWorlds wzbudziły duże zainteresowanie widzów. Organizator podał, że do 2019 roku ekspozycje na całym świecie obejrzało ponad 50 milionów osób. Aby dotrzeć do jak największej liczby odbiorców, prezentowanych jest równocześnie sześć wersji wystawy:
- „BodyWorlds” (domyślnie: 1),
- „BodyWorlds and the Brain (2)”,
- „BodyWorlds and Story of the Heart (3)” (prezentowana w Ameryce),
- „BodyWorlds – Eine Herzenssache (4)” (prezentowana w Europie),
- „BodyWorlds & The Mirror of the Time (5)” oraz
- „BodyWorlds and Cycle of Life (6)”.

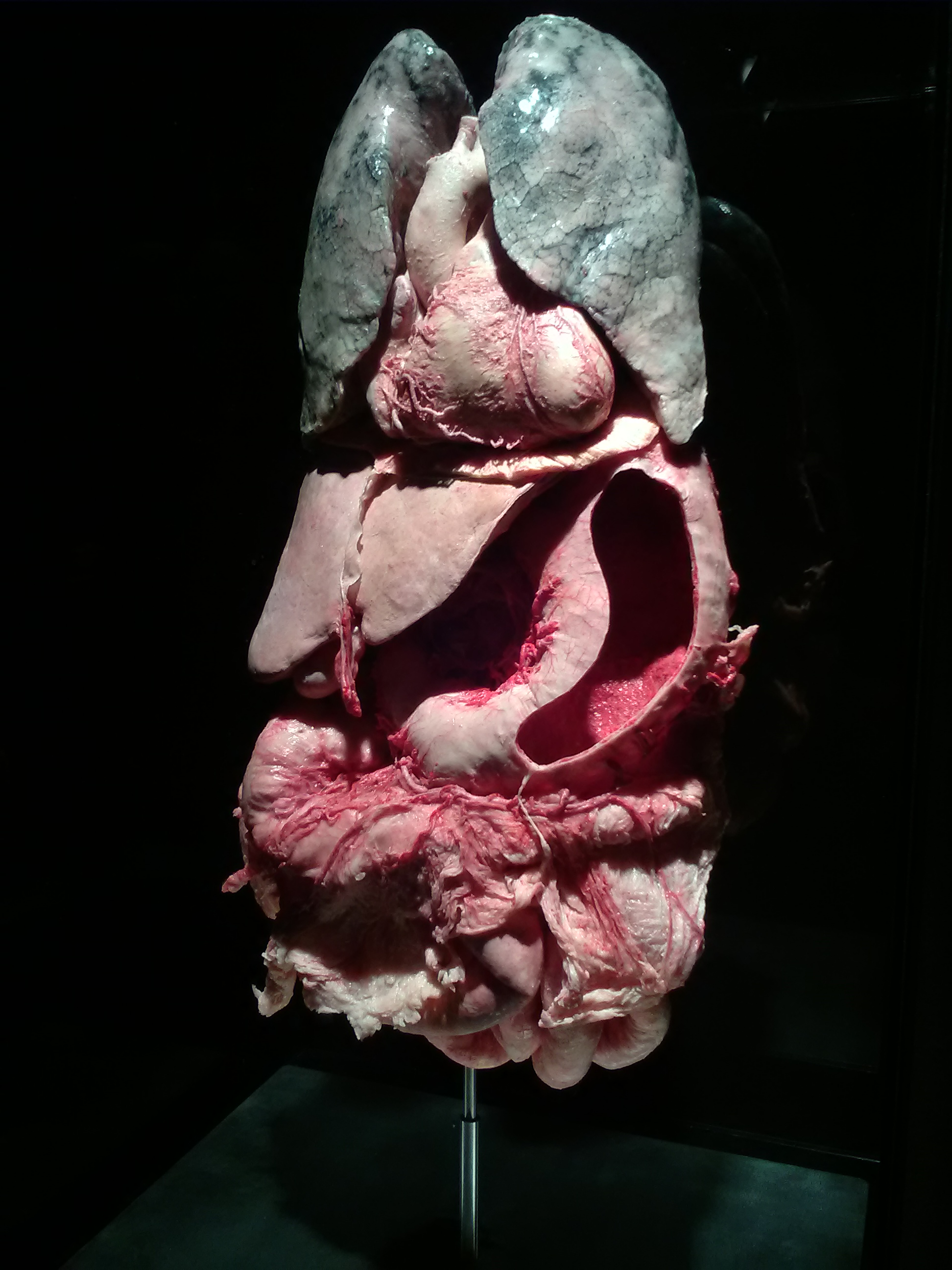
Płuca palacza - eksponat z wystawy Body Worlds w Poznaniu (2018)

Na świecie inni wystawcy podejmowali się organizacji podobnych ekspozycji, z naturalnymi lub syntetycznymi preparatami ludzkimi. Choć sama plastynacja zwłok jest objęta ścisłą kontrolą patentową, to ciało ludzkie jako takie nie może podlegać prawom autorskim i próby Hagensa sądownego uniemożliwienia podobnych ekspozycji nie były skuteczne. BodyWorlds naśladuje się m.in. w Korei Płd., Wielkiej Brytanii, USA, Meksyku oraz w Polsce, prezentując szczątki ludzkie, spreparowane różnymi metodami, mającymi naśladować plastynację von Hagensa.
W 2003, gdy wystawa była prezentowana w Monachium (Niemcy), groziła jej likwidacja, gdyż według bawarskiego prawa sanitarnego ludzkie zwłoki muszą być pochowane w ciągu 96 godzin od śmierci, chyba że służą do celów naukowych. Władze Bawarii odmówiły uznania plastynatów wystawowych za „pomoce naukowe”. Nie doszło jednak do konfiskaty spreparowanych zwłok i pochowania ich na monachijskim Cmentarzu Północnym na skutek opieszałości organów sądowych, a von Hagens wywiózł wszystkie eksponaty z Bawarii po pół roku trwania wystawy.
W styczniu 2004 niemiecki tygodnik „Der Spiegel” postawił zarzut, że na wystawie pokazywano zwłoki skazańców chińskich wyroków śmierci. Po wygranym procesie z tygodnikiem, a po zakończeniu wystawy we Frankfurcie nad Menem wiosną 2004, Gunther von Hagens oświadczył, że BodyWorlds nie będą już nigdy prezentowana w Niemczech z powodu nasilających się medialnych ataków na wystawę, motywowanych religijnie. Wkrótce jednak wycofał się z tej decyzji i jego ekspozycje są nadal prezentowane w Niemczech.
W 2005 władze Polski odmówiły Hagensowi prawa zakupu opuszczonych obiektów po PGR pod budowę kolejnego oddziału Instytutu i magazynu ekspozycji BodyWorlds. Odrzuconą przez Polaków inwestycję, pierwotnie zaplanowaną dla Sieniawy Żarskiej w woj. lubuskim, przyjęły w 2006 do realizacji władze odległego o ok. 90 km niemieckiego miasta Guben. W powstałym tam Plastinarium są m.in. magazynowane eksponaty, które przygotowywane są do kolejnych wystaw.
Początkowo władze Polski nie wyrażały zgody von Hagensowi na zorganizowanie wystaw BodyWorlds w Poznaniu i Warszawie, uzasadniając to różnicami kulturowymi w podejściu do kwestii ciał zmarłych. Takich przeszkód nie widziano jednak w przypadku kopii wystawy, zatytułowanej Bodies... The Exhibition., przygotowanej przez Roya Glovera, konkurenta von Hagensa, którą zaprezentowano w 2009 roku w Warszawie. Wystawa BodyWorlds po raz pierwszy w Polsce została zaprezentowana w 2015 roku we Wrocławiu.
Dobre wyniki finansowe wystaw BodyWorlds pozwoliły Guntherowi von Hagensowi na budowę oddziałów jego Instytutu Plastynacji m.in. w Chinach i Kirgistanie.

## Ciekawostki

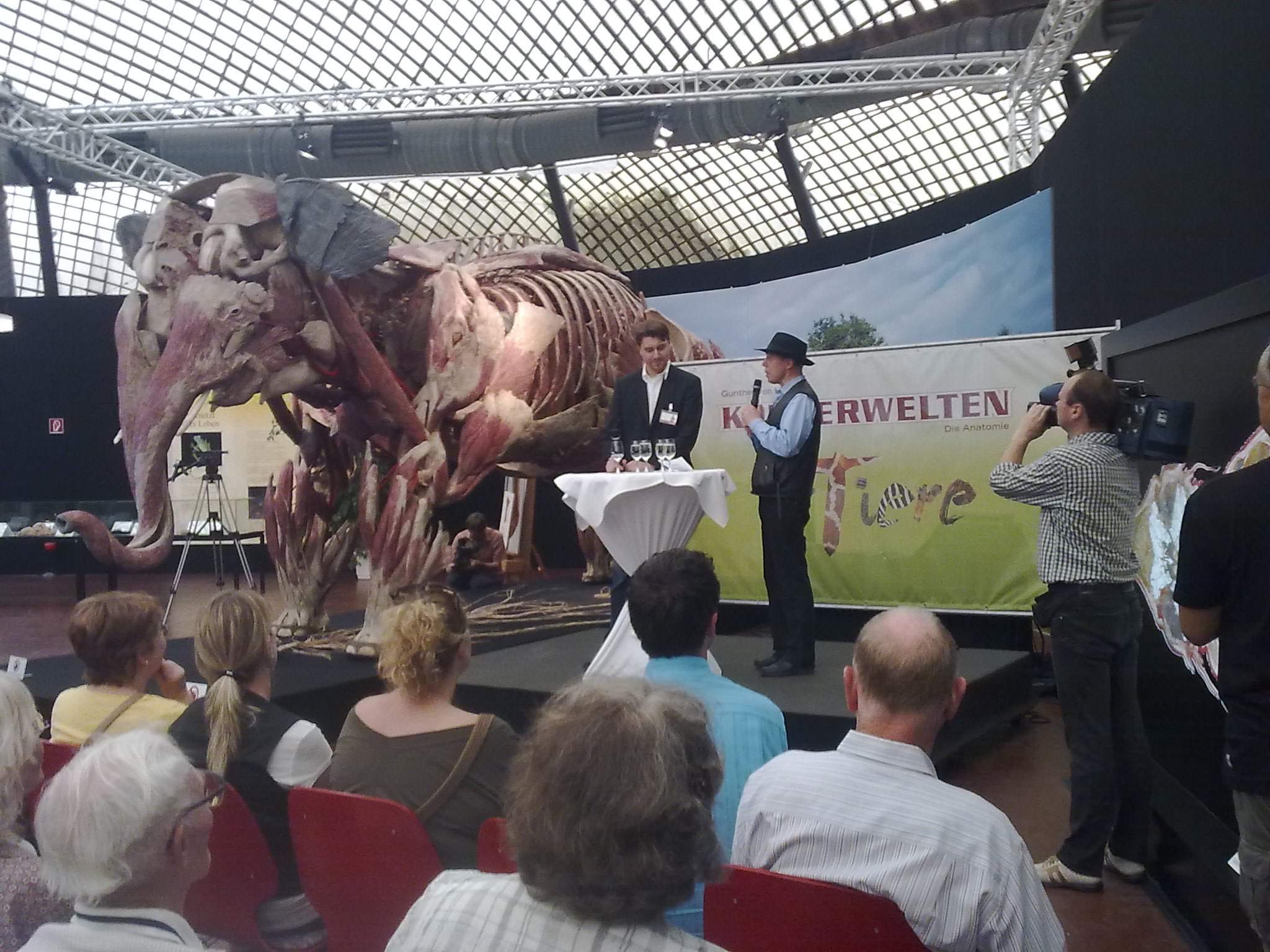
Von Hagens podczas prezentacji plastynatu słonicy Samby (2010)

Oprócz ciał ludzkich, podczas wystaw prezentowane są również preparaty zwierzęce:
- Wersja pierwsza wystawy, BodyWorld (1), prezentuje plastynat konia z jeźdźcem.

- Wersja czwarta wystawy, BodyWorlds, która zainaugurowała w Manchesterze (Anglia), prezentuje plastynat wielkiego goryla.

- Wersja szósta wystawy, BodyWorlds and Cycle of Life, prezentuje plastynat żyrafy.

- Na potrzeby wystaw w 2005 rozpoczęto w Instytucie Plastynacji w Heidelbergu proces plastynacji słonicy Samby, padłej w niemieckim zoo w Neunkirchen. Preparat zwierzęcia został ukończony w roku 2010. Słonica Samba jest największym na świecie eksponatem tego rodzaju[6].

Wersja wystawy, BodyWorlds & The Mirror of the Time prezentuje, jako przeciwwagę plastynatu, malarską wersją zmarłego, w artystycznym ujęciu jako lustrzane odbicie.
W Wielkiej Brytanii wystawy spotkały się z poparciem National Health Service (NHS), państwowej służby zdrowia oraz Brytyjskiego Czerwonego Krzyża (BRC), które przy tej okazji poszukują dawców organów i krwiodawców.

## Miasta wystaw i czas ich trwania (wybór)

### Body Worlds (1)
- Tokio i inne miasta (Japonii): 1995–1997, 1998–1999
- Mannheim (Niemcy): 30 października 1997 – 1 marca 1998
- Wiedeń (Austria): 30 kwietnia – 31 sierpnia 1999
- Bazylea (Szwajcaria): 14 września 1999 – 5 stycznia 2000
- Kolonia (Niemcy): 12 lutego – 31 lipca 2000
- Oberhausen (Niemcy): 5 sierpnia 2000 – 28 stycznia 2001
- Berlin (Niemcy): 10 lutego – 2 września 2001
- Bruksela (Belgia): 22 września 2001 – 3 marca 2002
- Londyn (Wielka Brytania): 23 marca 2002 – 9 lutego 2003
- Stuttgart (Niemcy): 11 marca – 19 marca 2003
- Monachium (Niemcy): 22 lutego – 17 sierpnia 2003
- Hamburg (Niemcy): 30 sierpnia 2003 – 4 stycznia 2004
- Frankfurt nad Menem (Niemcy): 16 stycznia – 13 czerwca 2004
- Los Angeles (USA): 2 lipca 2004 – 23 stycznia 2005
- Chicago (USA): 4 lutego – 5 września 2005
- Filadelfia (USA): 7 października 2005 – 23 kwietnia 2006
- St. Paul (USA): 5 maja 3 grudnia 2006
- Dallas (USA): 9 grudnia 2006 – 28 maja 2007
- Charlotte (USA): 13 czerwca 2007 – 6 stycznia 2008
- Milwaukee (USA): 18 stycznia – 1 czerwca 2008
- Edmonton (Kanada): 13 czerwca – 13 października 2008
- Hajfa (Izrael): 10 października 2009 – 4 stycznia 2010

### Body Worlds and the Brain (2)
- Seul (Korea Płd.): 17 kwietnia 2002 – 2 marca 2003
- Pusan (Korea Płd.): 11 marca – 21 września 2003
- Singapur: 9 listopada 2003 – 21 marca 2004
- Tajpej (Tajwan): 21 kwietnia – 24 października 2004
- Kaohsiung (Tajwan): 3 listopada – 12 grudnia 2004
- Los Angeles (USA): 29 stycznia – 27 marca 2005
- Cleveland (USA): 9 kwietnia – 18 września 2005
- Toronto (Kanada): 30 września 2005 – 26 lutego 2006
- Denver (USA): 10 marca – 23 lipca 2006
- Boston (USA): 30 lipca 2006 – 7 stycznia 2007
- Chicago (USA): 17 stycznia – 29 kwietnia 2007
- Montreal (Kanada): 10 maja – 16 września 2007
- San Jose (USA): 27 września 2007 – 26 stycznia 2008
- Baltimore (USA): 2 stycznia – 1 września 2008
- Houston (USA): 12 września 2008 – 22 lutego 2009
- Filadelfia (USA): 19 października 2009 – 9 lutego 2010

### Body Worlds and Story of the Heart (3)
- Houston (USA): 25 lutego – 4 września 2006
- Vancouver (Kanada): 15 września 2006 – 14 stycznia 2007
- Phoenix (USA): 26 stycznia – 28 maja 2007
- Portland (USA): 7 czerwca – 7 października 2007
- Saint Louis (USA): 19 października 2007 – 2 marca 2008
- Los Angeles (USA): 14 marca – 7 września 2008
- Salt Lake City (USA): 19 września 2008 – 11 stycznia 2009
- Toronto (Kanada): 9 października 2009 – 28 lutego 2010

### Body Worlds – Eine Herzenssache (4)
- Manchester (Wielka Brytania): 22 lutego – 17 sierpnia 2008
- Bruksela (Belgia): 29 sierpnia 2008 – 31 marca 2009
- Kolonia (Niemcy): 19 września 2009 – 31 stycznia 2010

### Body Worlds & The Mirror of the Time (5)
- Londyn (Wielka Brytania): 24 października 2008 – 23 sierpnia 2009
- Zurych (Szwajcaria): 11 września 2009 – 28 lutego 2010

### Body Worlds and The Cycle of Life (6) (niem.: Körperwelten und der Zyklus des Leben)
- Heidelberg (Niemcy): 2 stycznia 2009 – 30 września 2009
- Singapur: 23 października 2009 – 6 marca 2010

## Publikacje
- Franz Josef Wertz, Brigitte Tag (eds.): „Schöne Neue Körperwelten, Der Streit um die Ausstellung”, Klett-Cotta Verlag, Stuttgart 2001. Sześciu autorów dyskutuje o naukowych i etycznych apsektach wystawy (niem.) ISBN 3-608-94311-0.